# Nosopsyllus alladinis
Nosopsyllus alladinis är en loppart som först beskrevs av Rothschild 1904.  Nosopsyllus alladinis ingår i släktet Nosopsyllus och familjen fågelloppor. Inga underarter finns listade i Catalogue of Life.